# IC 1784
IC 1784 је спирална галаксија у сазвјежђу Троугао која се налази на листи објеката дубоког неба у Индекс каталогу.
Деклинација објекта је + 32° 38' 57" а ректасцензија 2h 16m 12,8s. Привидна величина (магнитуда) објекта IC 1784 износи 13,3 а фотографска магнитуда 14,1. Налази се на удаљености од 83,483 милиона парсека од Сунца. IC 1784 је још познат и под ознакама UGC 1744, MCG 5-6-19, CGCG 504-41, IRAS 02132+3225, KUG 0213+324, KCPG 61A, PGC 8676.